# Oenaem
Oenaem is een bestuurslaag in het regentschap Timor Tengah Utara van de provincie Oost-Nusa Tenggara, Indonesië. Oenaem telt 431 inwoners (volkstelling 2010).